# Donskoie (Primórie)
|  | Per a altres significats, vegeu «Donskoie». |

Donskoie (en rus: Донское) és un poble del krai de Primórie, a l'Extrem Orient de Rússia, que en el cens del 2010 tenia 195 habitants.